# Habronyx clothos
Habronyx clothos är en stekelart som beskrevs av Ian D. Gauld 1976. Habronyx clothos ingår i släktet Habronyx och familjen brokparasitsteklar. Inga underarter finns listade i Catalogue of Life.